# Чемпионат мира по настольному теннису 1989
Чемпионат мира по настольному теннису 1989 года прошёл с 29 марта по 9 апреля в Дортмунде (ФРГ).

## Медали

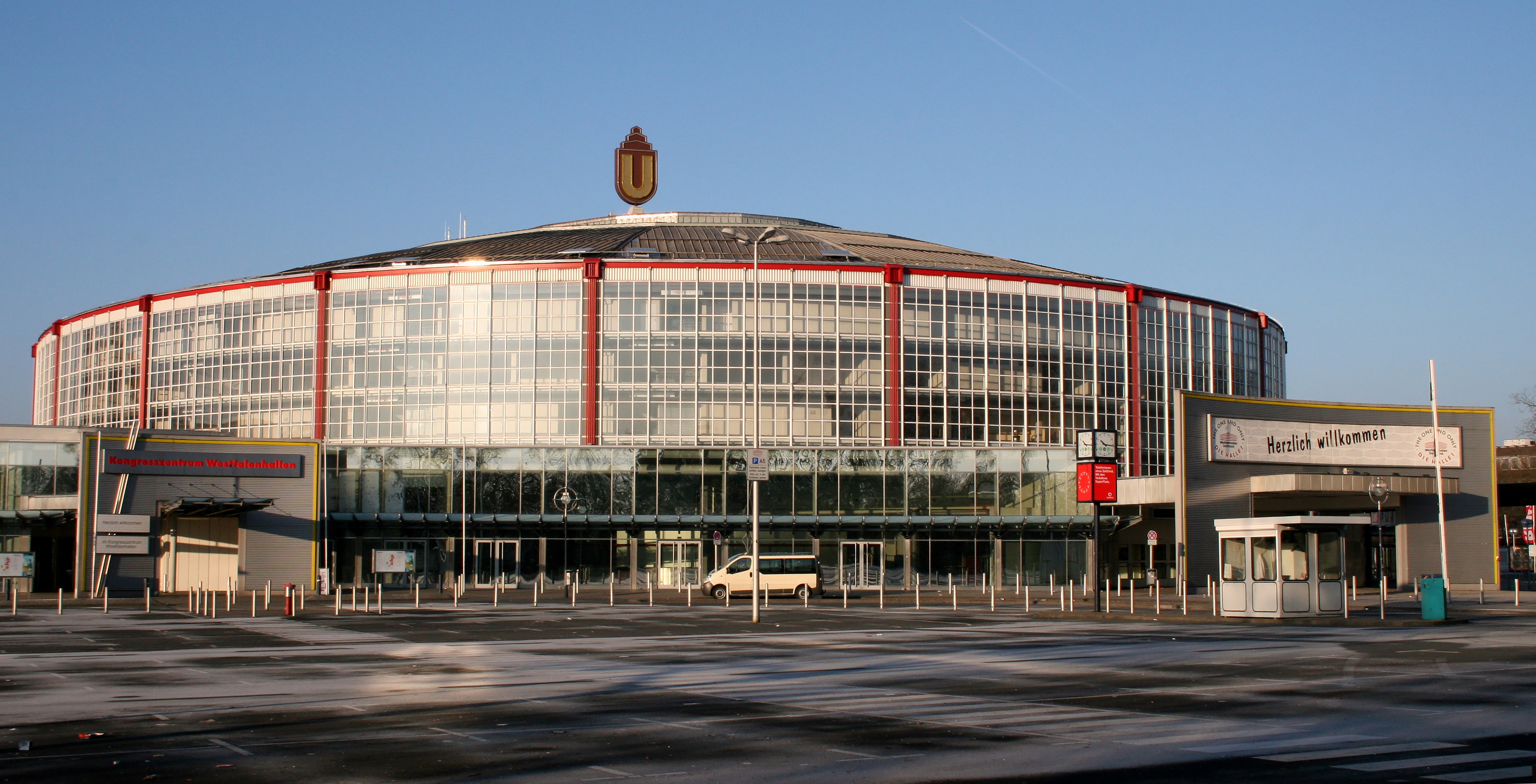
Westfalenhalle — комплекс, где проводился чемпионат

### Команды
| Пол     | Золото                                                                                      | Серебро                                                              | Бронза                                                              |
| ------- | ------------------------------------------------------------------------------------------- | -------------------------------------------------------------------- | ------------------------------------------------------------------- |
| Мужчины | Швеция · Микаэль Аппельгрен · Петер Карлссон · Эрик Линд · Йёрген Перссон · Ян-Уве Вальднер | Китай · Чэнь Лунцань · Ма Вэньгэ · Цзян Цзялян · Тэн И · Юй Шэньтун  | КНДР · Чу Джончхоль · Хон Чхоль · Ким Сонхи · Ли Гунсан · Ён Мунсон |
| Женщины | Китай · Чэнь Цзинь · Чэнь Цзыхэ · Ху Сяосинь · Ли Хуэйфэнь                                  | Республика Корея · Ким Ёнми · Хон Сунхва · Хён Джон Хва · Квон Мисук | Гонконг · Ци Баохуа · Чэнь Даньлэй · Хуэй Сохун · Мо Каша           |

### Спортсмены
| Разряд                   | Золото                        | Серебро                        | Бронза                   |
| ------------------------ | ----------------------------- | ------------------------------ | ------------------------ |
| Мужской одиночный разряд | Ян-Уве Вальднер               | Йёрген Перссон                 | Анджей Грубба            |
| Мужской одиночный разряд | Ян-Уве Вальднер               | Йёрген Перссон                 | Юй Шэньтун               |
| Женский одиночный разряд | Цяо Хун                       | Ли Бун Хи                      | Хён Джон Хва             |
| Женский одиночный разряд | Цяо Хун                       | Ли Бун Хи                      | Чэнь Цзин                |
| Мужской парный разряд    | Штеффен Фетцнер Йёрг Росскопф | Зоран Калинич Лешек Кухарский  | Чэнь Лунцань Вэй Цингуан |
| Мужской парный разряд    | Штеффен Фетцнер Йёрг Росскопф | Зоран Калинич Лешек Кухарский  | Хуэй Цзюнь Тэн И         |
| Женский парный разряд    | Дэн Япин Цяо Хун              | Чэнь Цзин Ху Сяосинь           | Гао Цзюнь Лю Вэй         |
| Женский парный разряд    | Дэн Япин Цяо Хун              | Чэнь Цзин Ху Сяосинь           | Дин Япин Ли Цзюнь        |
| Микст                    | Ю Нам Гю Хён Джон Хва         | Зоран Калинич Гордана Перкучин | Чэнь Лунцань Чэнь Цзин   |
| Микст                    | Ю Нам Гю Хён Джон Хва         | Зоран Калинич Гордана Перкучин | Чэнь Чжибинь Гао Цзюнь   |